# San Marino (město)
San Marino je hlavní město a také samosprávná obec republiky San Marino. Nachází se v západní části země, na západním svahu nejvyšší hory San Marina Monte Titana. Na jejím hřebenu jsou tzv. "Tři sanmarinské pevnosti". V roce 2013 zde žilo přes 4 100 obyvatel na rozloze 7,09 km2.

## Historie
San Marino založil roku 301 Svatý Marinus a několik křesťanských uprchlíků. Od té doby bylo město centrem křesťanů, kteří uprchli před římskými pronásledovateli. Následkem toho se San Marino stalo první republikou v Evropě. V té době bylo územím republiky pouze město.
Městské centrum bránily tři pevnosti: první a nejznámější z nich, La Guaita, byla postavena v 11. století a svou velikostí a nepřístupností zastrašovala všechny nepřátele. Kvůli válkám byla ve 13. století postavena druhá pevnost La Cesta. Avšak sanmarinský obranný systém nebyl kompletní, dokud nebyla v následujícím století postavena třetí pevnost Il Montale – nejmenší ze tří pevností ležící na posledním vrcholku Monte Titana.
S rostoucí populací se o pár čtverečních kilometrů zvětšilo i území republiky. Jelikož sanmarinské zásady nedovolovaly vtrhnout do cizí země nebo začít válku kvůli rozšíření území, dohodlo se San Marino na koupi dalších castelli (obcí).

## Geografie

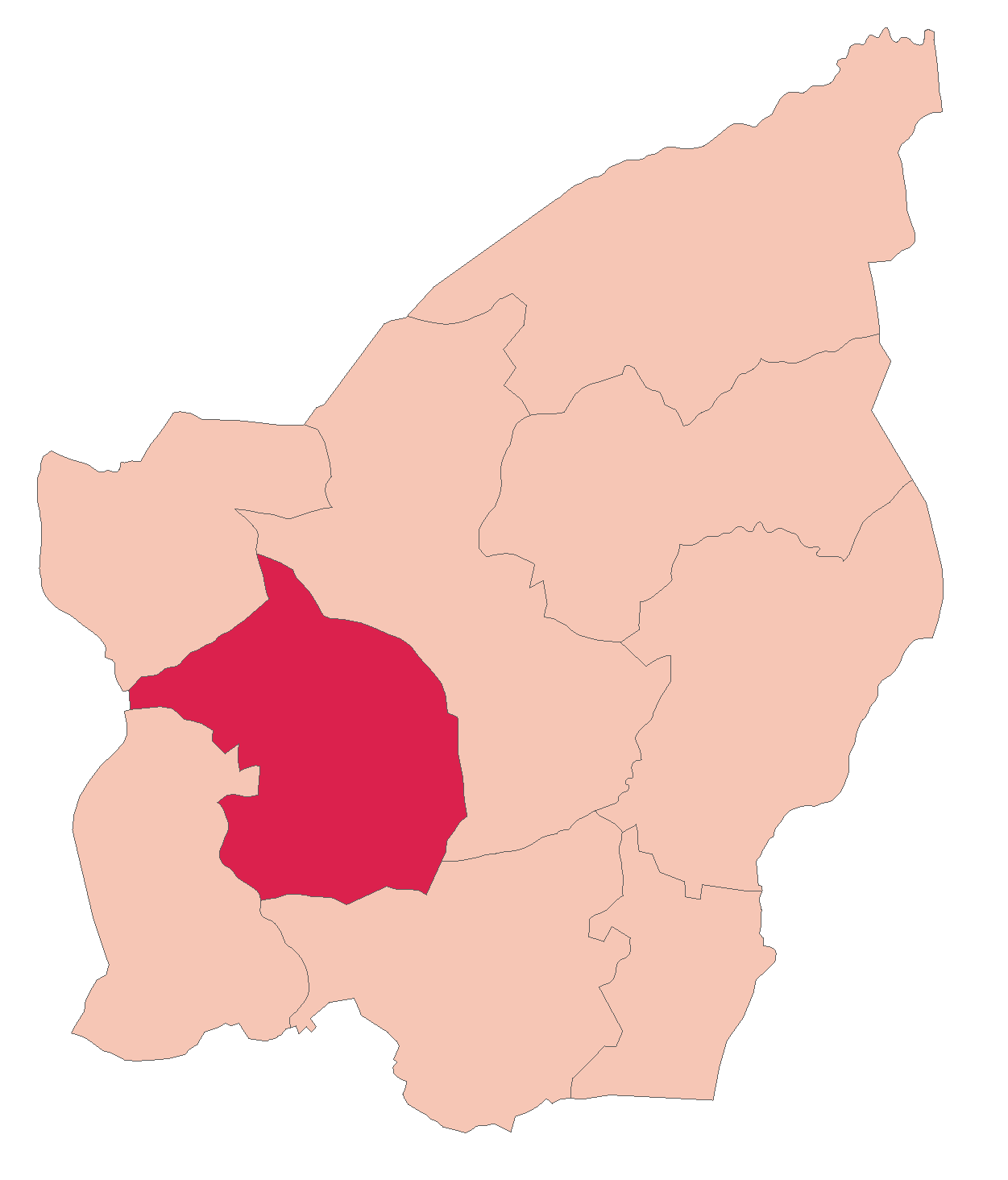
Poloha San Marina v San Marinu

Ačkoliv je San Marino hlavním městem republiky, většina firem se nachází v Borgo Maggiore – druhém největším městě republiky. San Marino je třetí největší město, hned po Dogana a již zmíněném Borgo Maggiore. Sousedí se sanmarinskými obcemi Acquaviva, Borgo Maggiore, Fiorentino, Chiesanuova a s italskou obcí San Leo.
Sídlí zde Mezinárodní akademie přírodních věd San Marino.

### Obce
Součástí území města jsou i tyto obce (italsky: curazie):
- Cà Berlone
- Canepa
- Casole
- Castellaro
- Montalbo
- Murata
- Santa Mustiola

## Správa
Vedení města zajišťuje jednadvacetičlenná Městská rada volená občany každé čtyři roky. V čele rady je na dva roky volený kapitán, tzv. Capitano di Castello, což je vlastně starosta města.
| Období                                | Kapitán                  | Strana       |
| ------------------------------------- | ------------------------ | ------------ |
| 13. červen 1999 – 30. listopad 2003   | Giulietta R. Della Balda | Lista civica |
| 30. listopad 2003 – 29. listopad 2009 | Alessandro Barulli       | Lista civica |
| 29. listopad 2009 – nyní              | Maria Teresa Beccari     | Lista civica |

## Ekonomika
Ekonomika San Marina byla vždy úzce spjata s ekonomikou republiky. Až donedávna byly hlavními ekonomickými aktivitami těžba kamene a řezbářství. Dnes je zde více rozmanitá ekonomika, včetně turistického ruchu, obchodu, prodeje poštovních známek a malého zemědělského hospodaření.

### Turistika
Město navštíví přes tři miliony lidí ročně a stává se tak turistickým centrem. 85% turistů jsou Italové. Také je zde přes tisíc maloobchodů, kde najdete mnoho různorodých produktů. Historické centrum města, které je na seznamu světového dědictví UNESCO, je přístupné ze čtyř „bran“ a skýtá hlavní zdejší památky.

#### Pamětihodnosti
- Palazzo dei Capitani
- Vládní palác
- Tři sanmarinské pevnosti
- Piazza del Titano
- Piazza Garibaldi
- Bazilika Svatého
- Chiesa di San Francesco
- Chiesa di San Pietro
- Teatro Titano
- Ara dei Volontari
- Basilica di San Marino
- Monastery of Santa Clara
- Grand Hotel San Marino

### Doprava
San Marino je známé dlouhými, klikatými, dlážděnými ulicemi. Jeho nadmořská výška a příkrá cesta znemožňuje, aby sem vedla sanmarinská dálnice. Také je výjimečné tím, že ve velké části centra nesmí jezdit automobily.
Před druhou světovou válkou, ale už za diktatury Benita Mussoliniho, byla vybudována železniční trať ze San Marina do Rimini. Železniční tunely a stanice 'Piazzale Lo Stradone' stále existují. Návrhy na obnovu tratě byly vládě několikrát předloženy, avšak vždy bez odezvy.
Jezdí odsud autobusová linka do Rimini a také se z města můžete dostat 1,5 kilometrů dlouhou lanovkou do Borgo Maggiore.

## Sport
Město San Marino má dva fotbalové týmy: S.S. Murata a S.P. Tre Penne.

## Osobnosti
- Giovanni Battista Belluzzi (1506–1554), architekt. Navrhl opevnění některých italských měst a vydal spis o vojenských stavbách.
- Giuliano Gozi (1894–1965), kapitán města (1923–1942) a ministr zahraničí (1917–1943)

## Partnerská města
- San Leo, Itálie
- Rab, Chorvatsko

## Galerie

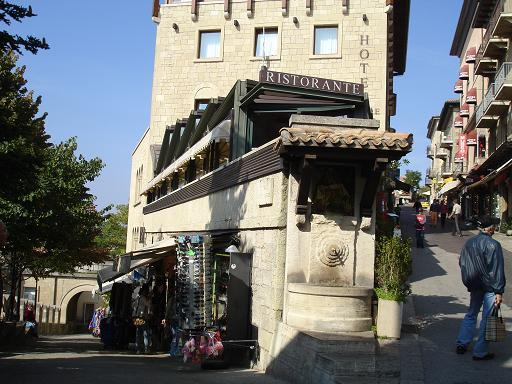
Historické jádro města
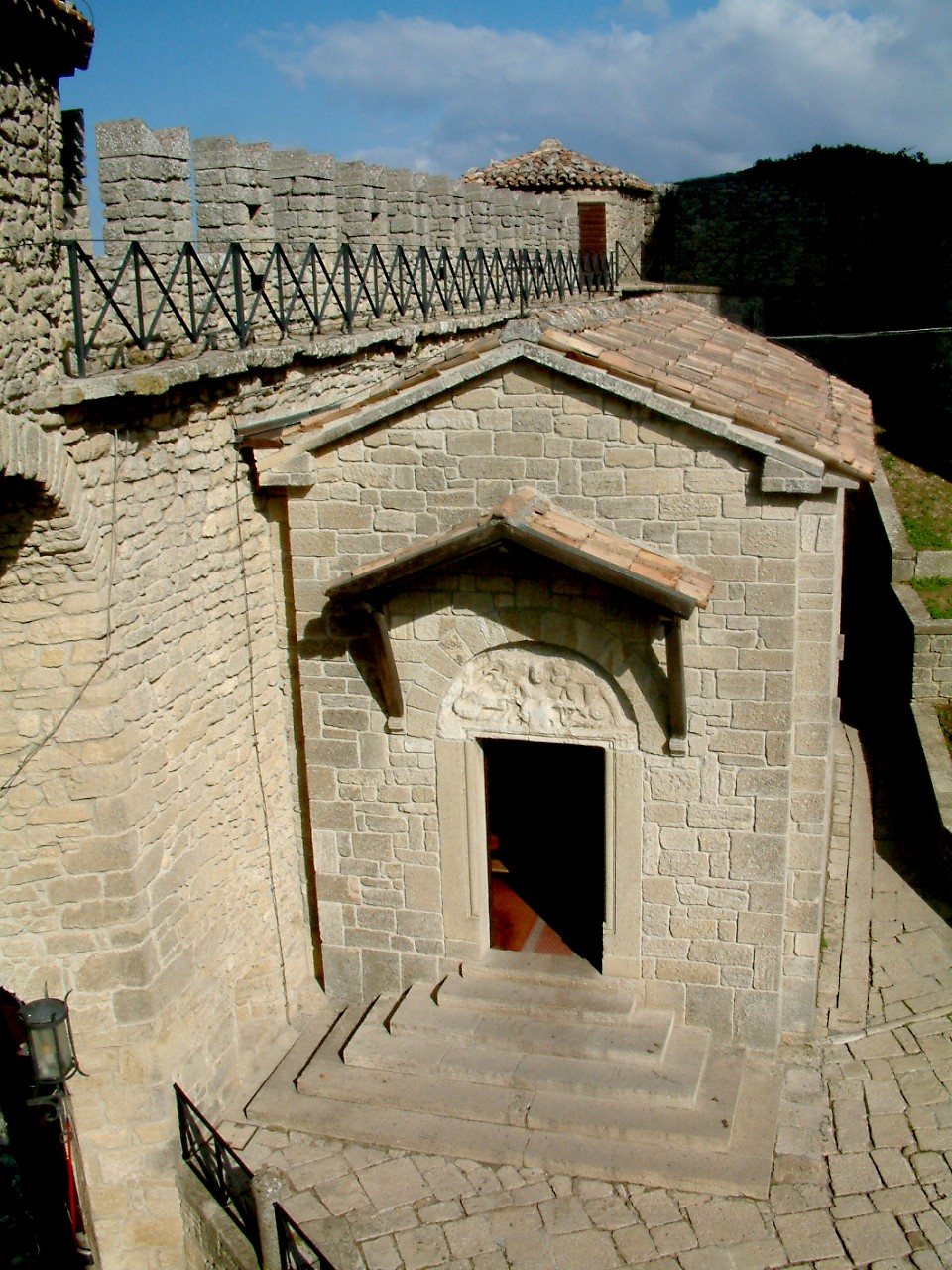
Kaple v pevnosti La Guaita
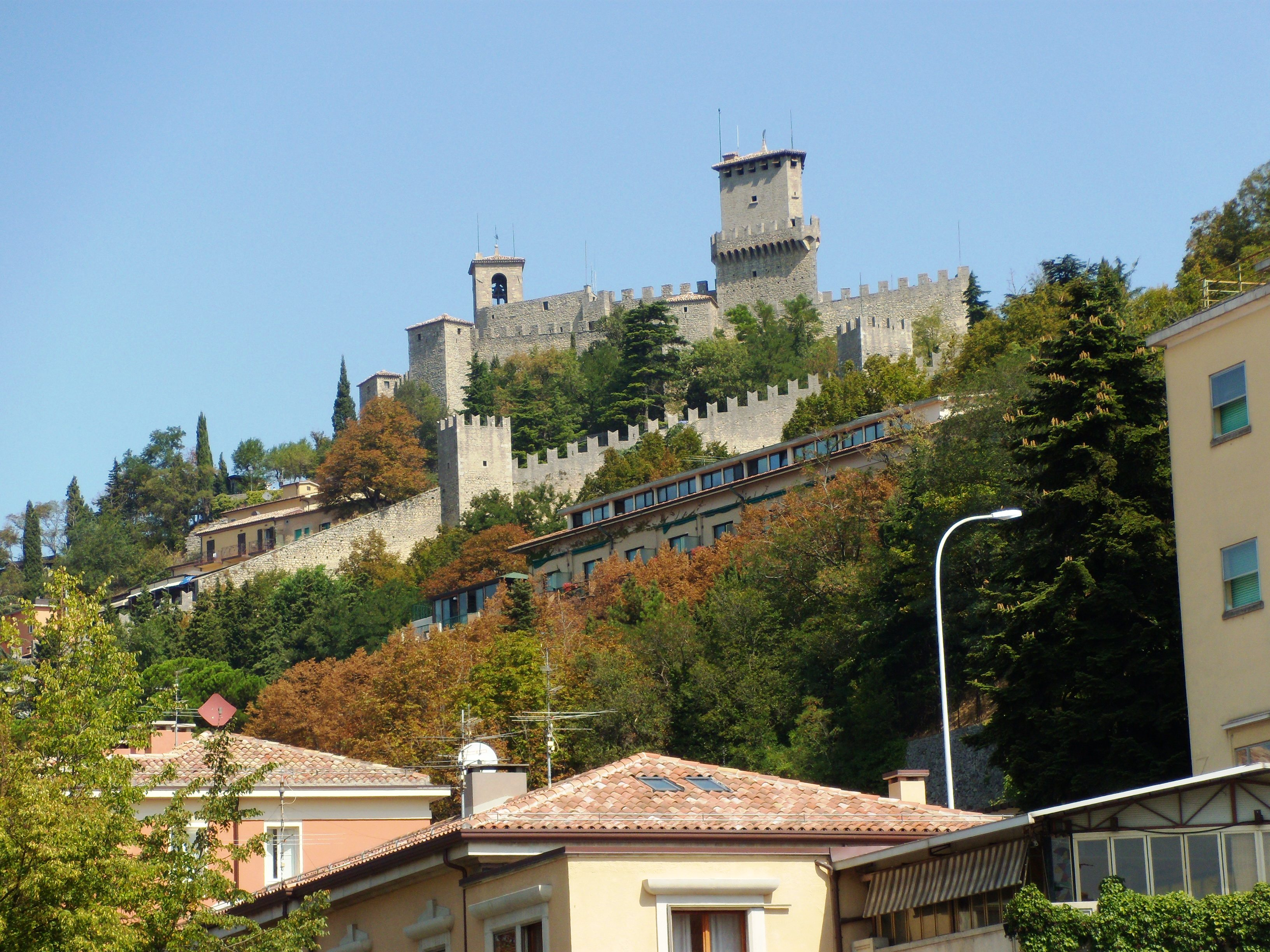
Pevnost La Guaita
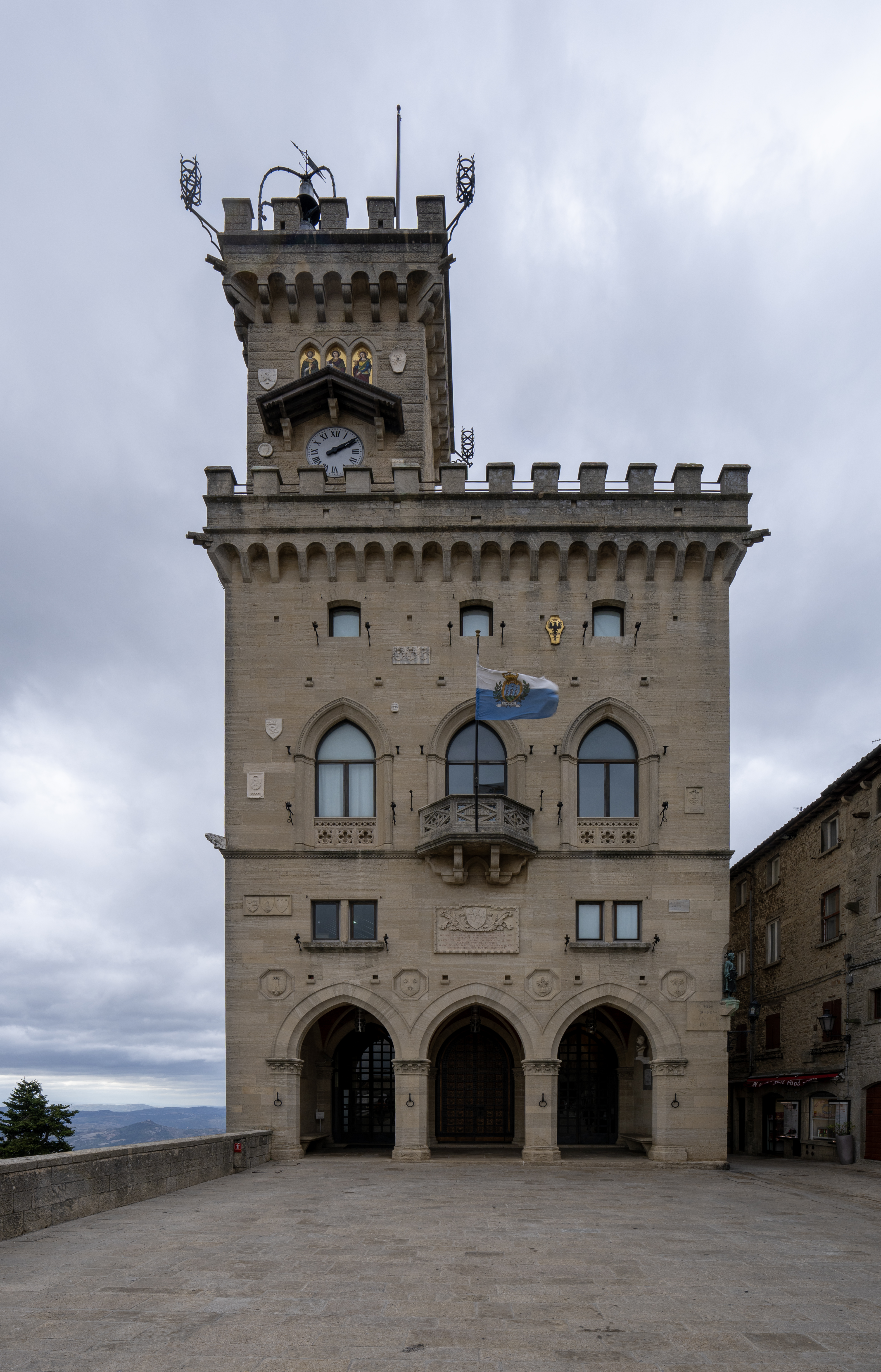
Vládní palác na Náměstí svobody
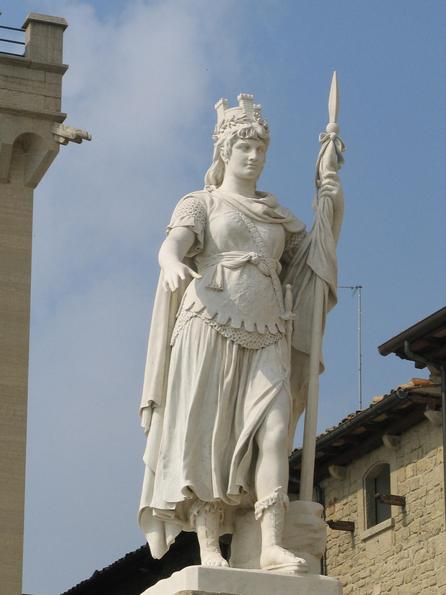
Socha svobody na Náměstí svobody
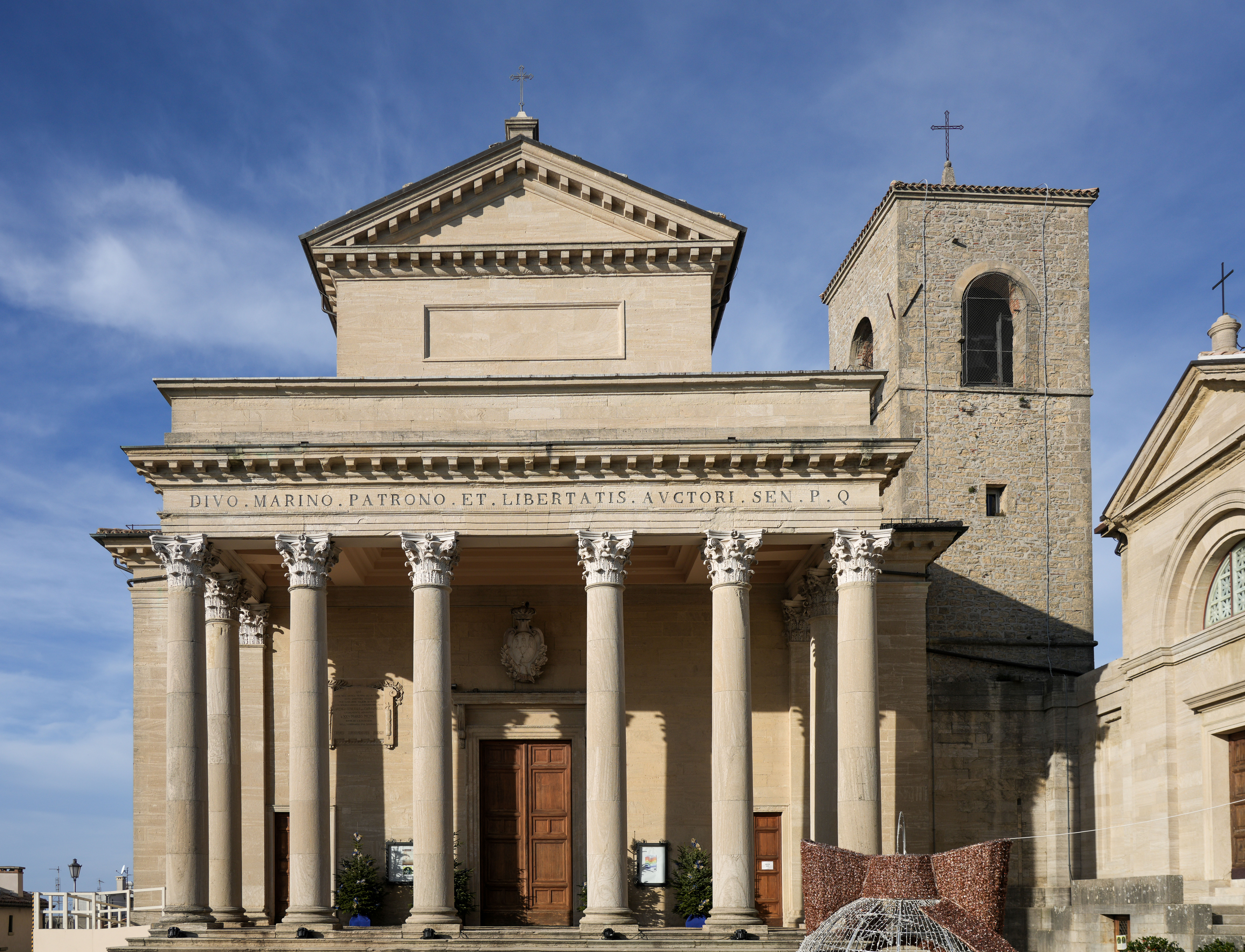
Basilica di San Marino
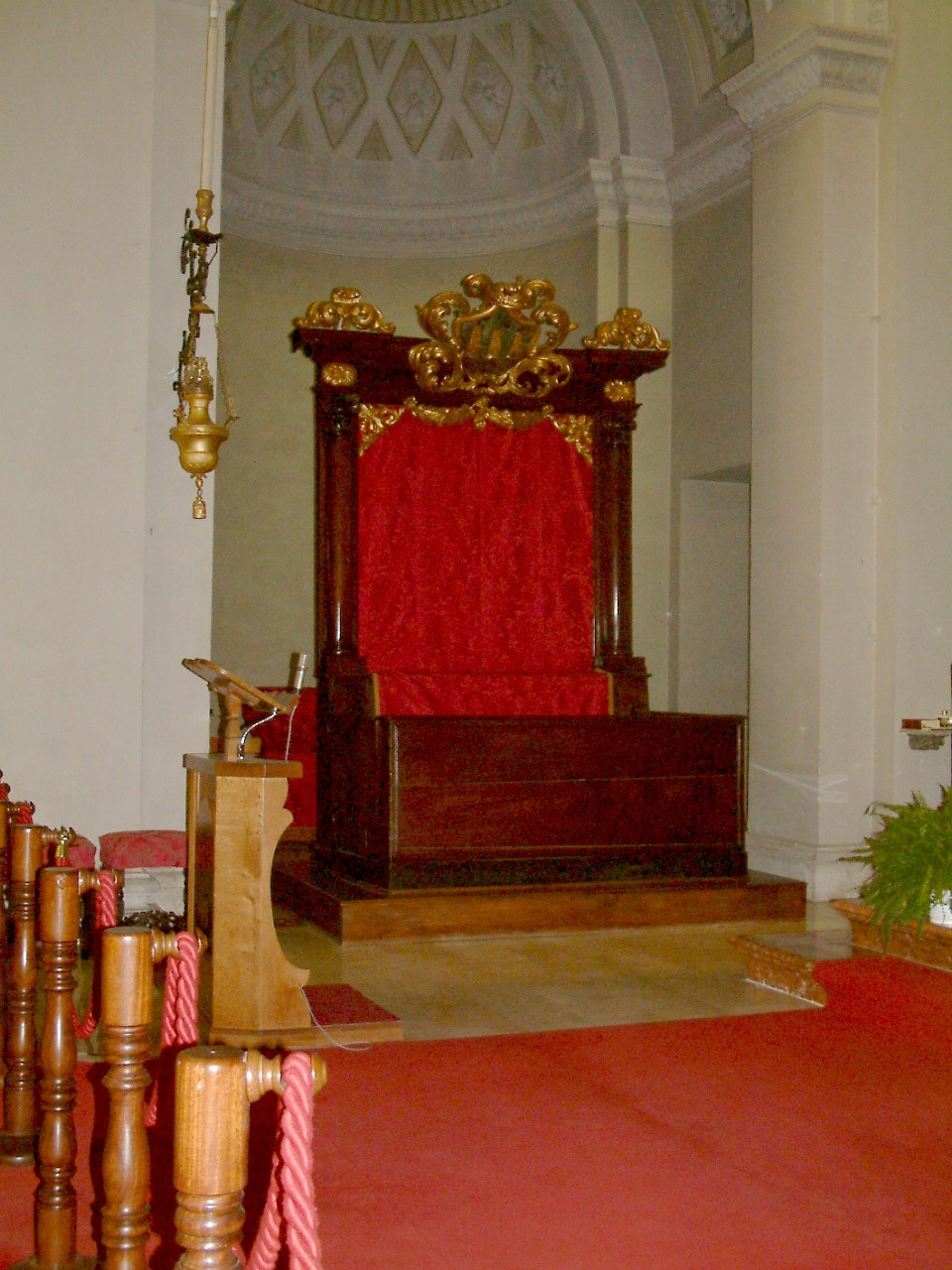
Trůn pro dva kapitány-regenty